# センセイと私。
『センセイと私。』（センセイとわたし。）は、水瀬藍による日本の漫画作品。『Sho-Comi』（小学館）で連載されていた。単行本は全4巻。

## あらすじ
吉野遥香は初恋もまだの高校1年生。姉に弱みを握られて行くことになった合コンに向かう途中、絡まれているところを助けてくれた国広篤哉に恋をした。メールアドレスを交換して、また会おうと約束した2人だが、次に会った時は、彼は学校の先生で…。

## 登場人物
吉野遥香（よしの はるか）
素直でまっすぐ。国広先生が好き。髪型はツインテール。英語が苦手。
少々鈍感な性格で栄人や明智の思いに気づいていなかった。（栄人の思いは告白され気づいた）
国広篤哉（くにひろ あつや）
遥香の担任の教師。学校ではコンタクトで、外ではメガネ。遥香の彼氏。
当初は吉野との恋を先生と生徒という立場から「忘れなさい」と告げていた。
アキラを救おうとマンションから落ち一時、記憶障害をおこしていたが、吉野の努力により記憶を取り戻した。
亜子（あこ）
遥香の親友。栄人のことが好き。先生と遥香の恋を応援している。
矢島栄人（やじま えいと）
遥香が好きだった。亜子の幼馴染。
北原アキラ（きたはら アキラ）
篤哉の元カノ。寂しい時は都合の良い男と寝る。ブラックコーヒーの香りが好き。後に明智と恋人同士のような関係になる。
明智（あけち）
遥香達の2つ上。遥香が好きだった。家が「明智総合病院」という病院。
安藤良太郎（あんどう りょうたろう）
篤哉と同じ高校だった。遥香のクラスの副担任。大阪弁を話す。
吉野と篤哉との恋を反対していたが二人の純粋な気持ちを知り応援するようになる。生徒の秘密は守る。